# Théodose (métropolite de Moscou)
Pour les articles homonymes, voir Théodose.
Théodose (mort le 15 octobre 1475) fut métropolite de Moscou et de toute la Russie de 1461 à 1464.